# Gumare
Gumare ou Gomare est une localité du district du Nord-Ouest, au Botswana. Elle est située près du delta de l'Okavango. Sa population s'élevait à 8 532 habitants lors du recensement de 2011.